# Timothy Morton

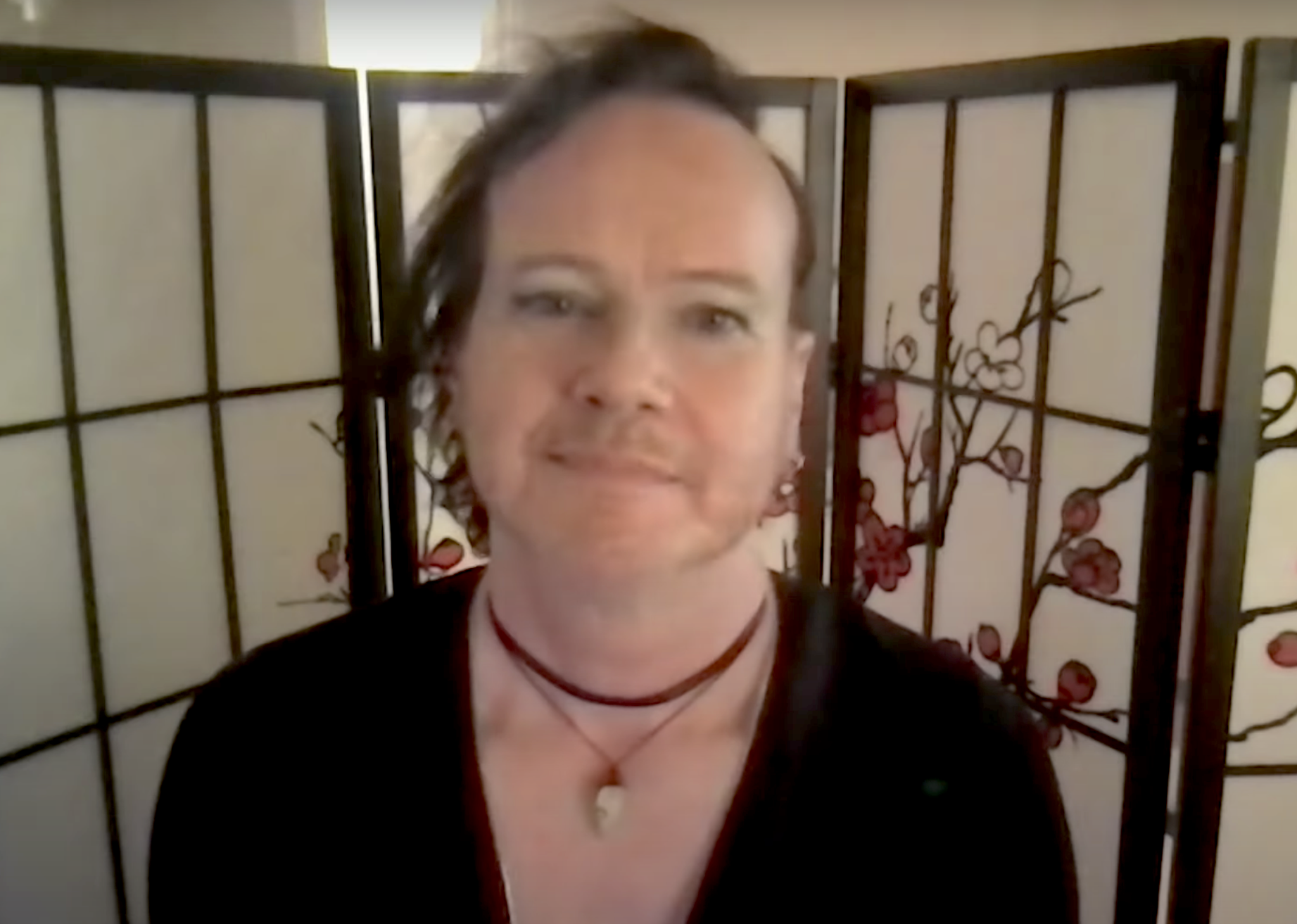
Timothy Morton (2021)

Timothy Bloxam Morton (* 19. Juni 1968) ist ein US-amerikanischer Publizist, Philosoph und Literaturwissenschaftler.

## Leben
Morton ist Hochschullehrer für englische Literatur an der Rice University in Houston, Texas. Mortons Forschungsschwerpunkte betreffen Percy Bysshe Shelley und Mary Shelley und die Romantik. Jenseits der Sprach- und Literaturwissenschaften fallen Mortons Veröffentlichungen in den Bereich der Ökologie sowie in die Philosophie, wo Mortons Schriften eine Rolle in der sogenannten objektorientierten Ontologie spielen. In diesem Kontext prägte Morton den Terminus der Hyperobjekte als Objekte, deren Ausdehnung über das Verständnis von Raum und Zeit hinausgeht. Die Möglichkeit des Menschen, darüber nachzudenken, ist dadurch begrenzt und nur im metaphysischen Sinne möglich.
Morton studierte zunächst am Magdalen College, Oxford und wurde dort über das Thema der performativen und kommunizierenden Funktion von Ernährung im Werk von Percy Bysshe Shelley promoviert. Vor der Berufung an die Rice University 2012 lehrte Morton an der University of California, Davis, der New York University sowie an der University of Colorado, Boulder.

## Veröffentlichungen
- 1994: Shelley and the Revolution in Taste: The Body and the Natural World. Cambridge University Press.
- 2000: Radical Food: The Culture and Politics of Eating and Drinking, 1790-1820. Routledge.
- 2000: The Poetics of Spice: Romantic Consumerism and the Exotic. Cambridge University Press.
- 2002: Mary Shelley's Frankenstein: A Routledge Study Guide and Sourcebook. Routledge.
- 2002: Radicalism in British Literary Culture, 1650-1830. Cambridge University Press.
- 2004: Cultures of Taste/Theories of Appetite: Eating Romanticism. Palgrave Macmillan.
- 2006: The Cambridge Companion to Shelley. Cambridge University Press.
- 2007: Ecology Without Nature: Rethinking Environmental Aesthetics. Harvard University Press.
  - 2016: Deutsche Ausgabe: Ökologie ohne Natur. Eine neue Sicht der Umwelt. Aus dem Englischen übersetzt von Dirk Höfer. Matthes & Seitz, Berlin 2016, ISBN 978-3-95757-255-4.
- 2010: The Ecological Thought. Harvard University Press.
- 2013: Realist Magic: Objects, Ontology, Causality. Open Humanities Press.
- 2013: Hyperobjects: Philosophy and Ecology after the End of the World. University Of Minnesota Press.
- 2016: Dark Ecology: For a Logic of Future Coexistence. Columbia University Press.
- 2017: Humankind: Solidarity with Non-Human People. Verso Books.
- 2018: Being Ecological. Pelican Books.
  - 2019: Deutsche Ausgabe: Ökologisch sein. Aus dem Englischen übersetzt von Dirk Höfer. Matthes & Seitz, Berlin 2019, ISBN 978-3-95757-789-4.

## Interviews
- New APPS (Interview mit John Protevi)
- Fractured Politics (Interview mit Kris Coffield)
- Philosophy in a Time of Error (Interview mit Peter Gratton)
- The Borders of Society (Interview mit Caroline Picard)
- The Conversation (Interview mit Aegnus Anderson)

| Personendaten    | Personendaten                                              |
| ---------------- | ---------------------------------------------------------- |
| NAME             | Morton, Timothy                                            |
| ALTERNATIVNAMEN  | Morton, Tim; Morton, Timothy Bloxam (vollständiger Name)   |
| KURZBESCHREIBUNG | US-amerikanischer Publizist, Philosoph und Hochschullehrer |
| GEBURTSDATUM     | 19. Juni 1968                                              |